# Diều hâu Cooper
Diều hâu Cooper (danh pháp khoa học: Accipiter cooperii) là một loài diều hâu kích cỡ trung bình bản địa Bắc Mỹ, sống trên một vùng kéo dài từ nam Canada tới bắc México. Như nhiều loài chim săn mồi khác, chim trống nhỏ hơn chim mái. Ở loài này, cá thể sống về phía đông sông Mississippi thường to hơn cá thể về phía tây.

## Phân loại
Diều hâu Cooper được nhà tự nhiên học Pháp Charles Lucien Bonaparte mô tả năm 1828. Nó là thành viên của chi Accipiter. Tên thông thường của loài này được đặt theo tên William Cooper, một trong những người lập nên Trường Khoa học Tự nhiên New York (sau đó đổi tên thành Viện hàn lâm Khoa học New York). 